# James van Hoften
James D. A. van Hoften, född 11 juni 1944 i Fresno, är en amerikansk astronaut uttagen i astronautgrupp 8 den 16 januari 1978.

## Rymdfärder
- STS-41-C
- STS-51-I